# Зі спогадів Йона Тихого
«Зі спогадів Йона Тихого» — цикл фантастичних оповідань Станіслава Лема, присвячених пригодам вигаданого героя — космонавта Йона Тихого. Написані з характерним для Лема гумором, містять елементи пародії на штампи фантастики, при цьому розглядають серйозні питання науки, соціології, філософії.
Цикл складається з 9 оповідань, присвячених пригодам Й. Тихого на Землі (крім «Врятуємо Космос!»)

## Зміст
Історії, які були розказані Йоном Тихим в колі друзів і були записані професором Тарантогой (згідно з сюжетом)
- I або «Дивні ящики професора Коркорана» (пол. Ze wspomnień Ijona Tichego. I або Dziwne skrzynie profesora Corcorana, 1960) — розповідь про винахідника, який змоделював світ на комп'ютері, де були свої жителі, свої закони фізики, хімії та психології.

- II або «Винахідник вічності» (пол. Ze wspomnień Ijona Tichego. II або "Wynalazca wiecznosci", 1960, в перекладі також: «Відкриття професора Декантора», «Безсмертна душа») — розповідь про першовідкривача, який знайшов можливість увічнити свідомість людини, прирікаючи на болісне безсмертя, позбавивши можливості спілкування із зовнішнім світом
- III або «Проблема винахідника» (пол. Ze wspomnień Ijona Tichego. III або "Kłopoty wynalazcy", 1960, в перекладі також «Професор Зазуль») — розповідь про першовідкривача, який клонував сам себе (екранізація «Професор Зазуль» (пол. Profesor Zazul). Польща, 1965)
- IV (1961, в перекладі також: «Мольтеріс» «Пропала машина часу») — розповідь про одного з перших винахідників машини часу, який переміщаючись в майбутнє сам постарів.
- «V (Пральна трагедія)» (пол. Ze wspomnień Ijona Tichego. V (Tragedia pralnicza), 1962) — сатирична розповідь про конкурентну боротьбу виробників пральних машин з штучним інтелектом фірмами Наддлегга і Снодграсса. Ця конкурентна боротьба привела до несподіваних наслідків — роботи почали самостійно проникати в різні сфери людського життя. Автор намагається розглянути штучний інтелект з точки зору законодавства.
- «Клініка доктора Вліпердіуса» (пол. Zaklad doktora Vliperdiusa, 1964) — розповідь про психіатричну лікарню для роботів.
- Доктор Діагор» (пол. Doktor Diagoras, 1964) — розповідь про винахідника, творця кібернетичних тварин, штучні мислячі машини, які потім почали досліджувати свого прабатька

Оповідання, які професор Тарантога не записував
- «Врятуємо космос! (Відкритий лист Йона Тихого)» (пол. Ratujmy kosmos (List otwarty Ijona Tichego, 1964) — сатиричне оповідання, де Й. С. Тихий обурюється з приводу безвідповідального ставлення людей до природи, до космічного простору та планет.
- «Професор А.с Донда» (пол. Profesor A. Dońda, 1973) — сатиричне оповідання, записане клинописом на глині. Спочатку Й. С. Тихого роблять винуватим у міжнародних конфліктах, після чого він знайомиться з кібернетиком А. Дондой, який пророкує «інформаційний вибух» — перетворення всієї інформації на всіх комп'ютерах Землі в матерію, що призвело до зниження всієї цивілізації на печерний рівень. Протягом усього оповідання автор розглядає відхилення від норми як спосіб розвитку.

## Екранізації
Тут вказані екранізації оповідань тільки з циклу «Спогади Йона Тихого»
- «Зі спогадів Йона Тихого» (нім. Aus den Sterntagebüchern des Ijon Tichy) 1999
- «Зі спогадів Йона Тихого 2» (нім. Aus den Sterntagebüchern des Ijon Tichy II) 2000
- Йон Тихий: Космопілот (нім. Ijon Tichy: Raumpilot). Серіал, 5-я серія «Sabotage» Німеччина (2007)за мотивами оповідання «Клініка доктора Вліпердіуса»
- Професор Зазуль (пол. Profesor Zazul). Польща, 1965, режисер Марек Новицький, Єжи Ставицький